# Saatchi & Saatchi

Logotyp

Saatchi & Saatchi är en globalt verksam reklambyrå med 140 kontor i 76 länder och 6500 anställda. Bolaget grundades i London 1970 men har nu huvudkontor i New York. Grundare var bröderna Maurice Saatchi och Charles Saatchi.